# مرگ‌نشان روبهو
مرگ‌نشان روبهو (نام علمی: Sheppardia aurantiithorax) نام یک گونه از سرده مرگ‌نشان است.